# Cornalatus permutatus
Cornalatus permutatus är en mångfotingart som beskrevs av Carl Graf Attems 1938. Cornalatus permutatus ingår i släktet Cornalatus och familjen Rhachodesmidae. Inga underarter finns listade i Catalogue of Life.